# Soltorn

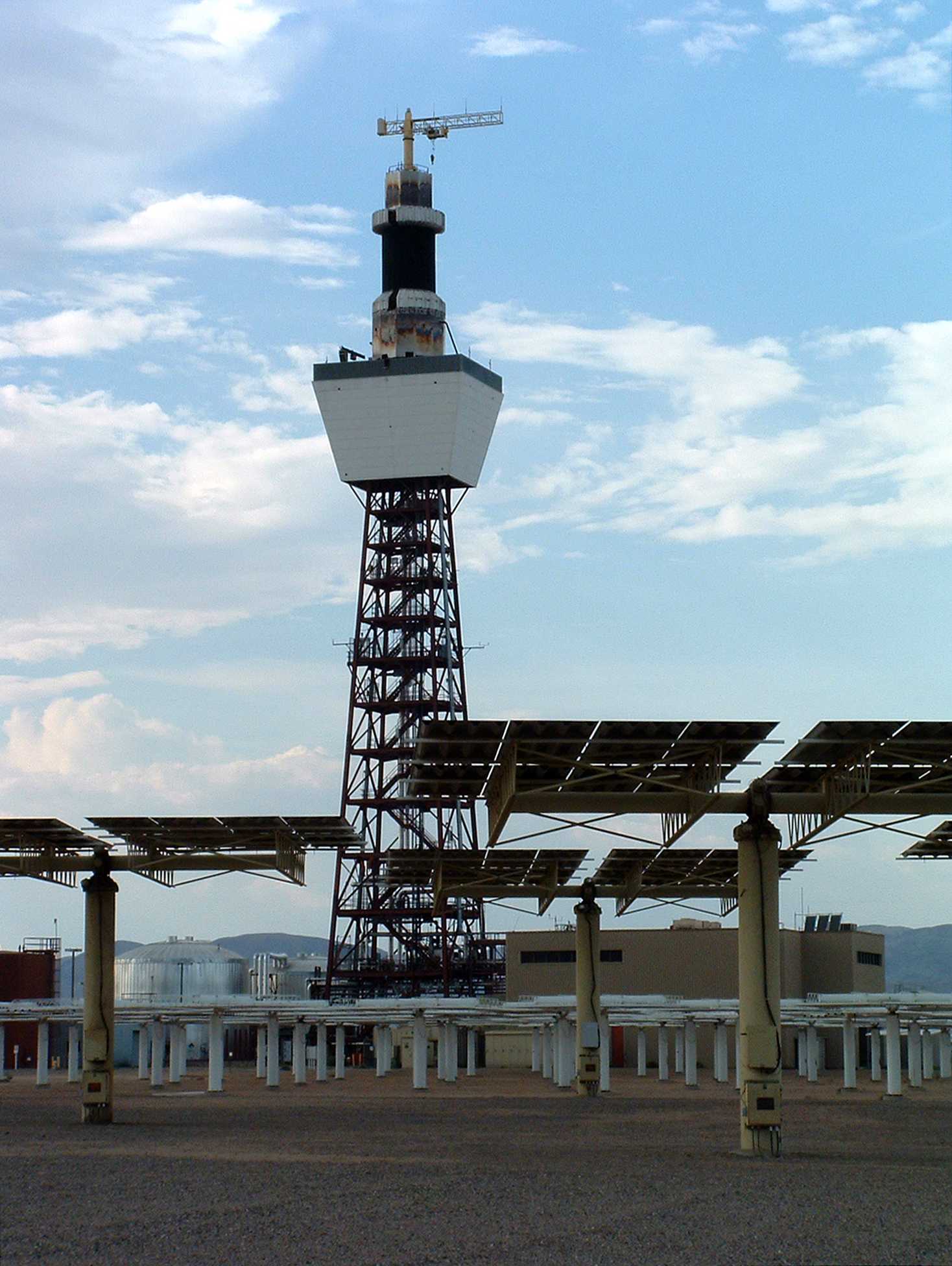
Solar Two nära Barstow i Kalifornien.

Soltorn, eller solkraftstorn, är en typ av solugn som använder ett torn för att ta emot det fokuserade solljuset. Det använder ett fält av plana, rörliga speglar (heliostater) för att fokusera solstrålarna mot en absorbator i tornet. Termisk solkraft ses som en framkomlig väg för att med nuvarande tillgänglig teknik framställa förnybar, icke nedsmutsande energi.
De första konstruktionerna använde de fokuserade solstrålarna för att hetta upp vatten, och använde den resulterande ångan för att driva en turbin. Nya konstruktioner som använder flytande  natrium har visats, och system som använder smälta salter (40% kaliumnitrat, 60% natriumnitrat) som värmebärande vätskor finns nu i drift. Dessa vätskor har hög värmekapacitet, som kan användas för att lagra energin innan den används för att koka vatten för att driva turbinerna. Denna konstruktion gör att kemisk energi kan omvandlas till elenergi när solen inte lyser.

## Exempel på heliostatkraftverk

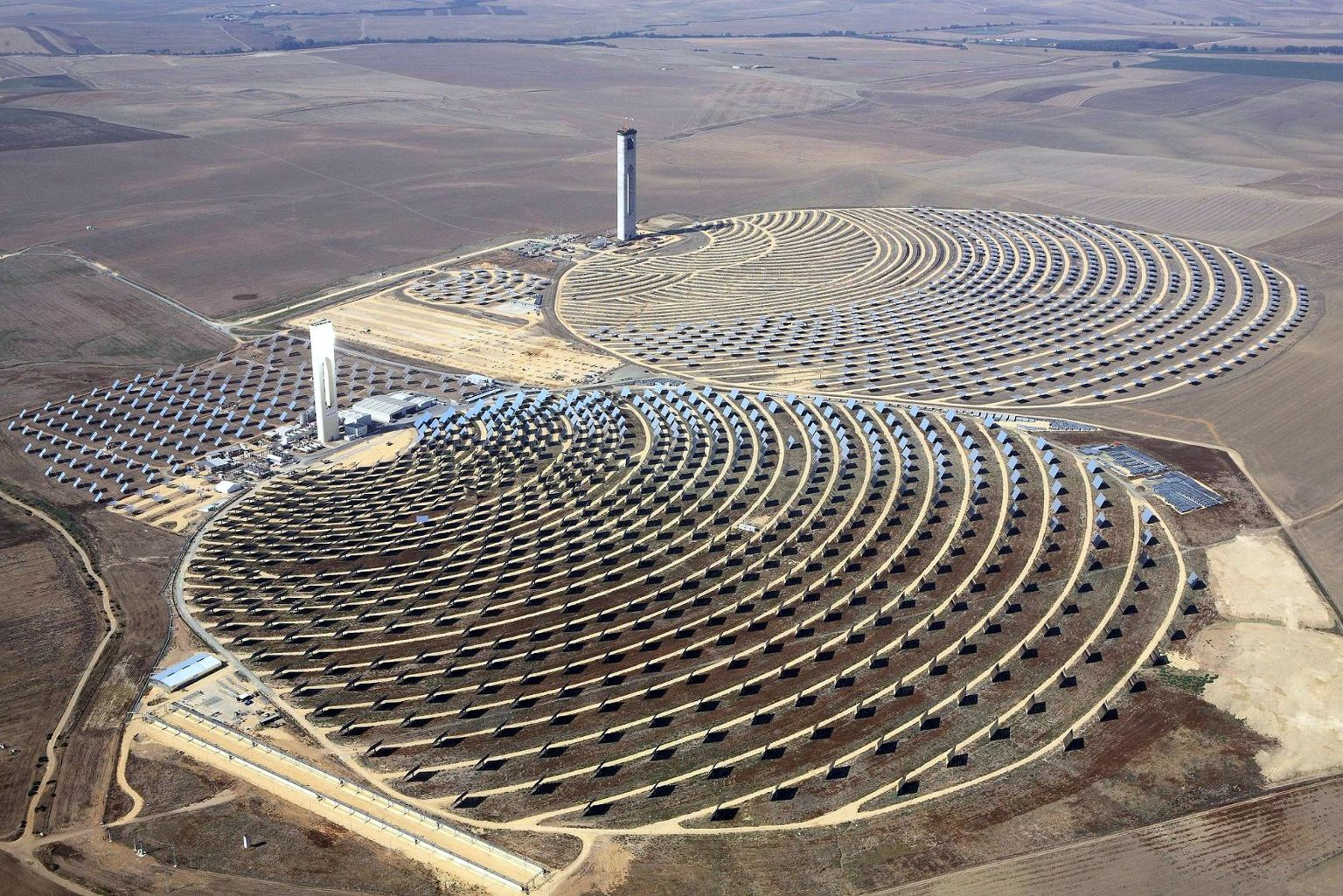
PS10 i förgrunden och PS20 i bakgrunden

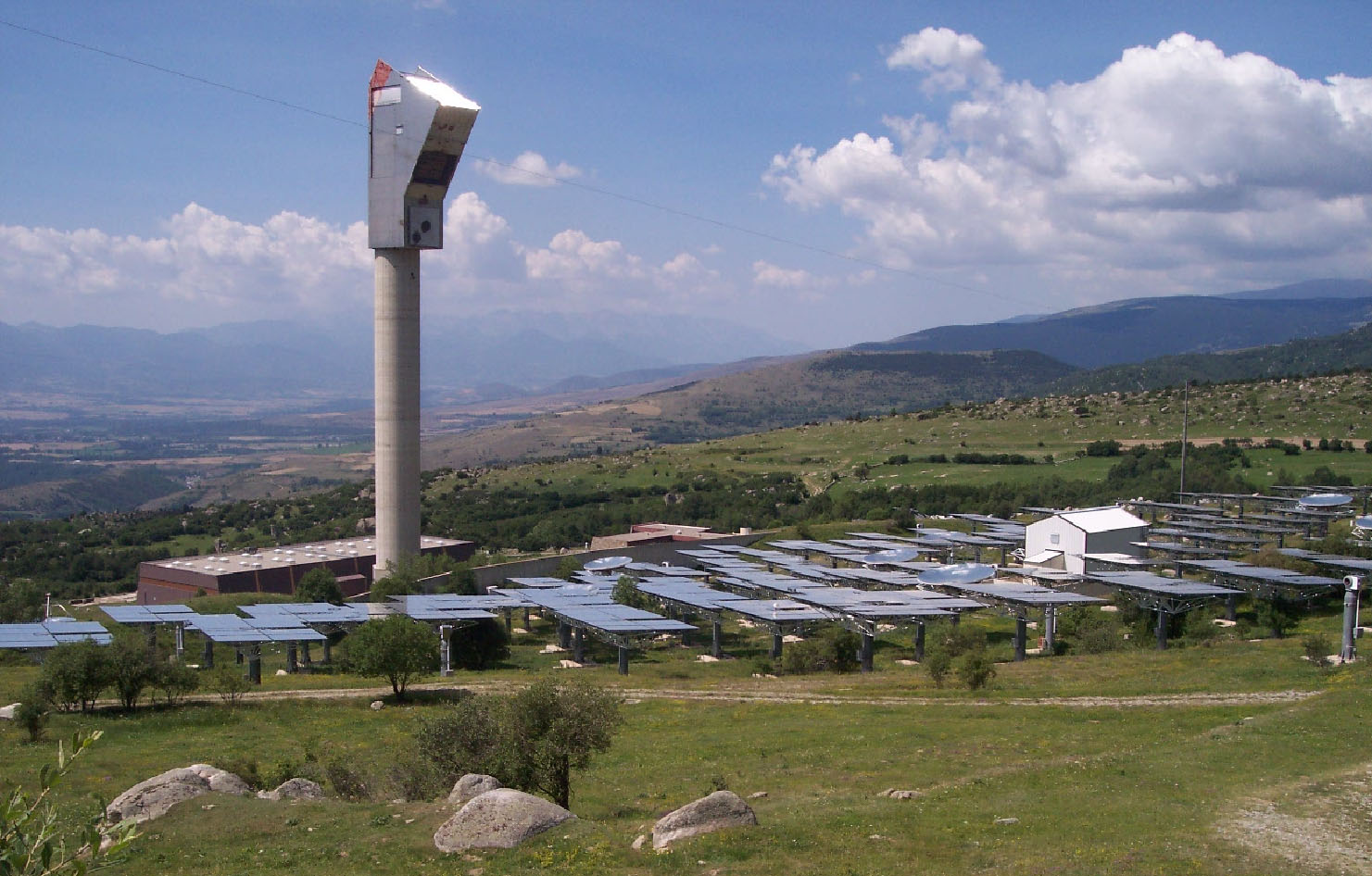
Themis soltorn i östra Pyrineerna, Frankrike.

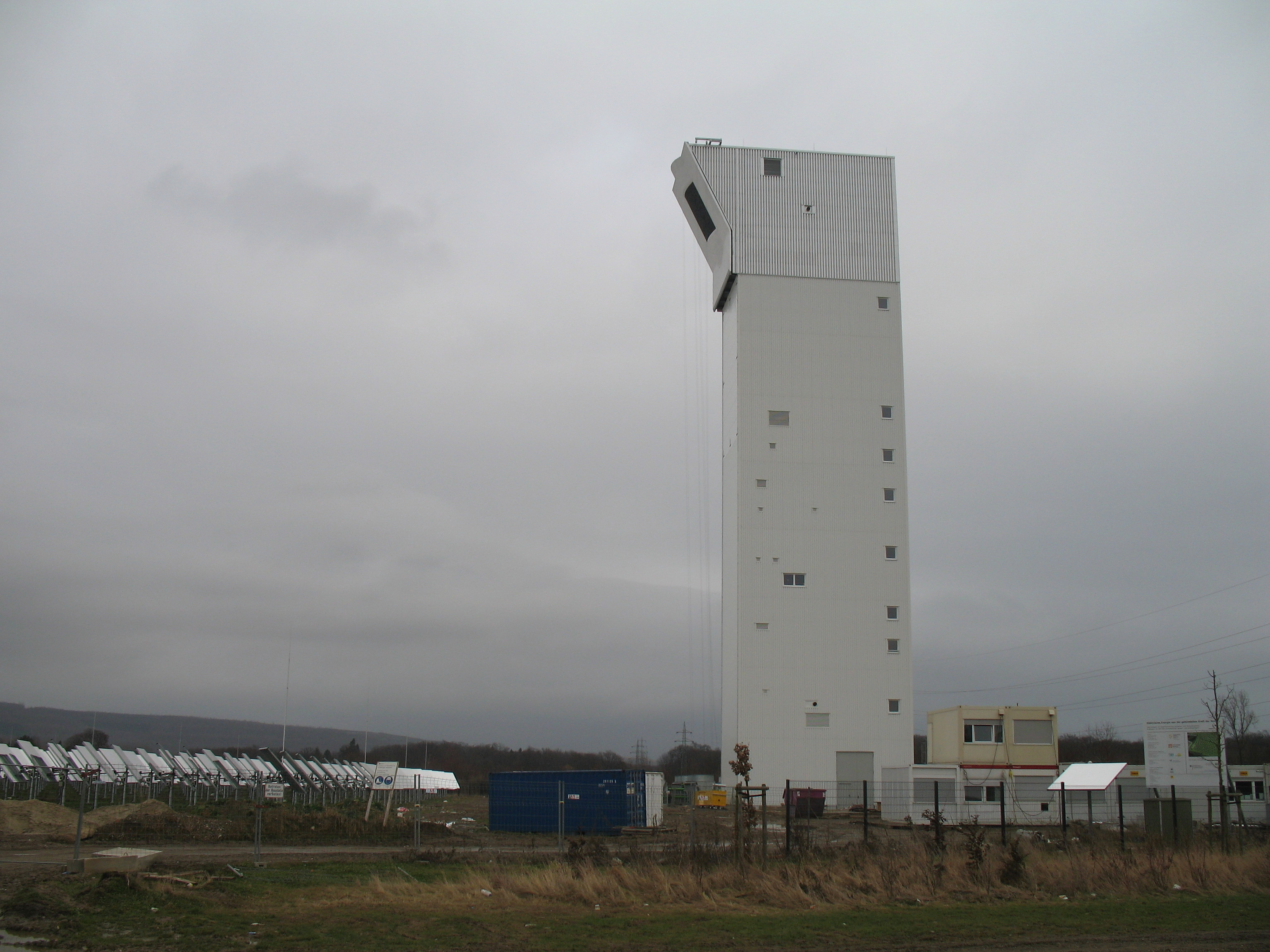
Jülich soltornsanläggning

De två demonstrationsanläggningarna med heliostater på vardera 10 MW, Solar One (färdigbyggd 1981, i drift 1982-1986, konverterad 1995) samt Solar Two (i drift 1995-1999), i Mojaveöknen revs i november 2009. Solar Tres-anläggningen i Spanien bygger på dessa projekt. I Spanien färdigställdes soltornsanläggningarna PS10 på 11 MW år 2007 och PS20 på 20 MW år 2009. I Sydafrika planeras ett 100 MW solkraftverk med 4000–5000 heliostatspeglar, var och en med en area av 140 m². En plats nära Upington har valts ut.

## Kostnad
US National Renewable Energy Laboratory (NREL) har uppskattat att år 2020 skall elektricitet kunna produceras från soltorn till en kostnad av 5,47 cents per kWh. Företag som ESolar (med stöd från Google) fortsätter att utveckla billiga massproducerade heliostatkomponenter med lågt underhållsbehov, som kommer att reducera kostnaderna i en nära framtid.. Esolar-konstruktionen använder ett stort antal små speglar (1,14 m²), som reducerar installationskostnaderna (till exempel kostnader för stål och betong, borrarbete och lyftkranar).

## Konstruktionslösningar
- Några termiska solkraftverk är luftkylda i stället för vattenkylda, för att undvika att begränsat ökenvatten används[7]
- Plana speglar används i stället för de dyrare böjda speglarna [7]
- Några anläggningar lagrar värmen i containrar med smält salt och kan producera elektricitet när solen inte skiner
- Ånga hettas upp till 500 oC och driver turbiner som genererar elektricitet

I allmänhet är anläggningarna mellan 150 och 320 ha.